# Cirencester & District Football League
Cirencester & District Football League är en engelsk fotbollsliga baserad runt Cirencester. Den har en division, kallad Combined Division, som ligger på nivå 15 i det engelska ligasystemet.
Ligan är en matarliga till Cheltenham Association Football League.

## Mästare
| Säsong  | Division One | Division Two    |
| ------- | ------------ | --------------- |
| 2006/07 | Siddington   | Finlay Rovers   |
| 2007/08 | Beeches      | Taverners III   |
| 2008/09 | South Cerney | Stratton United |
| 2009/10 | Bibury       | Bibury Reserves |
| 2010/11 | Bibury       | Down Ampney     |